# Hydroidolina
Hydroidolina (лат.) — один из двух подклассов стрекающих из класса гидроидных (Hydrozoa). Включают подавляющее большинство гидроидных — 3300 видов; второй подкласс (Trachylinae) насчитывает примерно 200 видов. Большинство представителей обитает в море, очень немногие перешли к жизни в солоноватых и пресных водах (Moerisiidae, Protohydridae, Hydridae).

## Жизненный цикл
Типичный жизненный цикл Hydroidolina представляет собой метагенез — чередование поколений, различающихся по способу размножения. Как и у других метагенетических стрекающих из подтипа Medusozoa, зрелые стадии бесполого поколения представлены полипами, а полового — медузами. Следует отметить, что для значительного числа представителей Hydroidolina характерна частичная или полная редукция поколения медуз. Такой вторично лишённый чередования поколений жизненный цикл обозначают термином гипогенез.

## Личинки
Развитие бесполых стадий начинается с оплодотворения яйцеклетки, из которой развивается миниатюрная, покрытая жгутиками личинка — планула. На этой стадии большинство Hydroidolina не способны самостоятельно добывать пищу и существуют за счёт запаса желтка, переданного яйцеклетке материнским организмом. Исключение составляют представители, личинки которых содержат симбиотические водоросли из группы зооксантелл. Планулы непродолжительное время плавают в толще воды, после чего обычно оседают на дно и прикрепляются к твёрдому субстрату. Иногда осевшие личинки выделяют плотную оболочку и, прежде чем приступить к превращению в полипов, проводят некоторое время в состоянии физиологического покоя. В других случаях метаморфоз начинается сразу после прикрепления. Среди Anthoathecata и Leptoathecata есть виды, планулы которых не оседают на дно, а развиваются другую плавающую стадию, обладающую развитыми щупальцами, — актинулу. Планулы гидроидных из отряда сифонофор (Siphonophorae) никогда не оседают на дно, развиваясь через стадию сифонулы в колонии, плавающие в толще воды.

## Полипы
Осевшая личинка преобразуется в полип, который способен добывать пищу и вскоре приступает росту и к бесполому размножению в форме почкования. Полипы большинства видов обладают щупальцами, которые группируются вокруг ротового конуса в более или менее правильный венчик (реже в два венчика). Будучи вооружены многочисленными стрекательными клетками, они используются для улавливания добычи, защиты от хищников и, у подвижных форм, для временного прикрепления к субстрату.
У большинства видов Hydroidolina образующиеся в результате почкования полипы не отделяются от родительских. В результате этого образуются колонии, состоящие из нескольких полипов, соединённых основаниями с ценосарком — общим телом колонии. Как правило ценосарк покрыт перидермой — хитиновой кутикулой, которая выполняет защитную функцию, удерживает организм на субстрате и выступает в роли экзоскелета. У основания полипов перидерма либо заканчивается, либо отходит от стенки тела и образуя теку в форме чашечки или замкнутой капсулы. Часто (хотя и не всегда) полипы в составе колонии различаются по строению и функциям; наиболее известна дифференциация на три группы: добывающие пищу гидранты, или аутозооиды, специализирующиеся на защите дактилозооиды и отпочковывающие медуз бластостили, или гонозооиды. У колониальных Hydroidolina с гипогенетическим жизненным циклом медузы либо не отделяются от материнского полипа, оставаясь в составе колоний, либо не развиваются вовсе (тогда половые железы образуются непосредственно на полипах).
Среди представителей подкласса есть небольшое число видов, полипы которых не образуют колоний, оставаясь одиночными организмами. Почкование у них проходит с полным отделением дочернего полипа или медузы от материнского организма. Наиболее известные одиночные полипы Hydroidolina — представители пресноводного рода Hydra.

## Медузы
Стадия медузы имеется у рода Sarsia, однако у большинства Hydroidolina она отсутствует, вместо этого гидроидные производят редуцированные гонофоры (медузоид, спорозак), которые остаются прикрепленным к полипу. У редуцированных гонофоров отсутствуют некоторые важные морфологические признаки медузы, такие как щупальца, глазки или даже полость «колокола». 
Свободноплавающие медузы подвижны, их рот и щупальца свисают с зонтикообразного колокола. Медузы растут до достижения половой зрелости и образования гамет.